# D-Flame

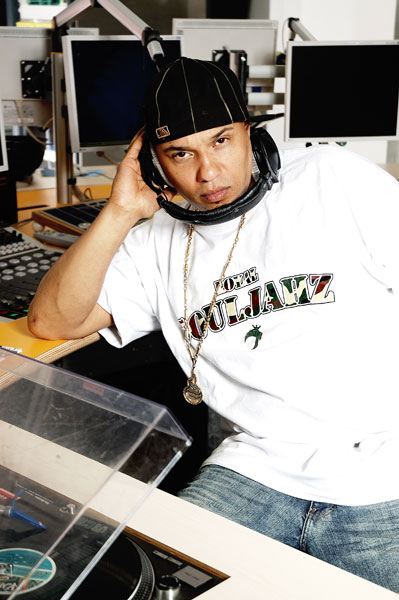
D-Flame (2008)

D-Flame (* 19. September 1971; bürgerlich Daniel Kretschmer) ist ein deutscher Rapper und Reggae-Musiker aus Frankfurt am Main.

## Biografie
D-Flame begann seine Karriere Ende der 1980er Jahre in der Frankfurter Hip-Hop-Szene und bildete gemeinsam mit Azazin (der später als Azad Karriere machte), sowie A-Bomb und Combad (die auch für seine Soloalben produzierten) die Asiatic Warriors. Die Gruppe brachte zwar bereits 1994 ein Album heraus, trennte sich aber wenig später. Daneben war er auch Mitglied bei der Gruppe Foreign Accent, mit der er einen Gastauftritt im Video zu Fremd im eigenen Land von Advanced Chemistry hatte. D-Flame arbeitete anschließend mit den Dancehall-Soundsystems SoundquakeSound und Pow Pow Movement, bevor er ab 2000 als Solokünstler auftrat.
Er veröffentlichte bisher fünf Alben. Basstard machte 2000 den Anfang, das sich als eine Mischung zwischen Hip-Hop und Dancehall beschreiben lässt. Sein zweites Album Daniel X – eine schwarze deutsche Geschichte aus dem Jahre 2002 ging stärker in die Richtung Hip-Hop, wurde von D-Flame selbst als „Biographie in Albumform“ bezeichnet und lässt sich also als autobiographisches Werk begreifen. Das nächste Album enthielt ausschließlich Reggae- und Dancehall-Musik, es erschien 2003 und trägt den Titel Unaufhaltsam. Darauf ist auch als letzter Track ein Reggae-Cover des Extrabreit-Klassikers Polizisten zu finden. 2006 veröffentlichte er F.F.M., welches erneut stärker in Richtung Reggae als Hip-Hop ging.
D-Flame hat schon mit vielen bekannten und erfolgreichen Künstlern wie Seeed, Samy Deluxe, Jan Delay, Bonez MC, Denyo 77, Xavier Naidoo, Afrob, Tone, RAF Camora und J-Luv zusammengearbeitet, außerdem ist D-Flame eines der Mitglieder der Brothers Keepers. Darüber hinaus war D-Flame Mitglied beim ehemaligen Hamburger Hip-Hop-Label Eimsbush-Entertainment.
Er moderierte bis Herbst 2010 jeden Dienstag eine Sendung über Rap, Dancehall und Reggae beim Frankfurter Jugendsender You FM.
Am 24. Januar 2007 war D-Flame zu Gast bei TV total. Dort stellte er sich den Fragen Stefan Raabs und präsentierte das Lied Mom Song, mit dem er am 9. Februar 2007 sein Bundesland Hessen beim (ebenfalls von Raab initiierten) Bundesvision Song Contest vertrat.
Während seiner Laufbahn unterstützte er immer wieder andere Hip-Hop-Künstler bei Live-Auftritten und Tourneen, so auch Anfang 2008 die Hamburger Hip-Hop-Gruppe Dynamite Deluxe bei deren „TNT“-Tour.
Sein bisher letztes Album Stress erschien am 14. November 2008.
Im Jahr 2016 war D-Flame mit einem Gastbeitrag auf dem Kollaboalbum Palmen aus Plastik von Bonez MC und RAF Camora vertreten, welches in Deutschland und Österreich mit einer Platin-Schallplatte ausgezeichnet wurde.

## Privat
D-Flame ist fünffacher Vater, er hat vier Söhne und eine Tochter. Er ist der Vater von Rapper Reezy und dem Schauspieler Leroy Leone.

## Filmdokumentation
Anfang Februar 2007 lief die Dokumentation „Yes I Am“ in einigen deutschen Kinos an, in der D-Flame, neben Mamadee und Adé Bantu, porträtiert wird. Der Film zeigt den Weg von den in Deutschland geborenen, afro-deutschen Künstlern und die Umstände, mit denen sie aufgrund ihrer Hautfarbe konfrontiert sind und waren.

## Diskografie

### Studioalben
| Jahr | Titel                                        | Höchstplatzierung, Gesamtwochen, AuszeichnungChartsChartplatzierungen (Jahr, Titel, Platzierungen, Wochen, Auszeichnungen, Anmerkungen) | Anmerkungen                              |
| Jahr | Titel                                        | DE | Anmerkungen                              |
| ---- | -------------------------------------------- | --- | ---------------------------------------- |
| 2000 | Basstard                                     | DE28 (8 Wo.)DE | Erstveröffentlichung: 2000               |
| 2002 | Daniel X – Eine schwarze deutsche Geschichte | DE66 (1 Wo.)DE | Erstveröffentlichung: 11. November 2002  |
| 2003 | Unaufhaltsam                                 | — | Erstveröffentlichung: 2003               |
| 2006 | FFM                                          | — | Erstveröffentlichung: 29. September 2006 |
| 2008 | Stress                                       | — | Erstveröffentlichung: 17. Oktober 2008   |

### Singles
| Jahr | Titel Album                                                 | Höchstplatzierung, Gesamtwochen, AuszeichnungChartplatzierungen (Jahr, Titel, Album, Platzierungen, Wochen, Auszeichnungen, Anmerkungen) | Höchstplatzierung, Gesamtwochen, AuszeichnungChartplatzierungen (Jahr, Titel, Album, Platzierungen, Wochen, Auszeichnungen, Anmerkungen) | Höchstplatzierung, Gesamtwochen, AuszeichnungChartplatzierungen (Jahr, Titel, Album, Platzierungen, Wochen, Auszeichnungen, Anmerkungen) | Anmerkungen                                                                         |
| Jahr | Titel Album                                                 | DE | AT | CH | Anmerkungen                                                                         |
| --- | ----------------------------------------------------------- | --- | --- | --- | ----------------------------------------------------------------------------------- |
| 2000 | Heisser Basstard                                            | DE70 (7 Wo.)DE | — | — | Erstveröffentlichung: 2000                                                          |
| 2000 | Sorry Basstard                                              | DE69 (9 Wo.)DE | — | — | Erstveröffentlichung: 2000 feat. Eißfeldt 65                                        |
| 2001 | Sie macht mich glücklich Basstard                           | DE91 (3 Wo.)DE | — | — | Erstveröffentlichung: 2001                                                          |
| 2001 | Adriano (Letzte Warnung) Lightkultur                        | DE5 Gold · (13 Wo.)DE | AT13 (15 Wo.)AT | CH19 (14 Wo.)CH | Erstveröffentlichung: 1. Juli 2001 mit Brothers Keepers                             |
| 2001 | Öffne die Augen Made in Germany                             | DE65 (7 Wo.)DE | — | — | Erstveröffentlichung: 2001 Afrob feat. D-Flame                                      |
| 2002 | Four Fists (Part II) Nexcalibur                             | DE15 (9 Wo.)DE | — | CH82 (3 Wo.)CH | Erstveröffentlichung: 22. April 2002 KC Da Rookee feat Samy Deluxe, Afrob & D-Flame |
| 2002 | Bitte... wer? (Heiss wie Feuer 2) The Cut                   | DE82 (4 Wo.)DE | — | — | Erstveröffentlichung: 2002 DJ Stylewarz feat. D-Flame & Torch                       |
| 2002 | Mehr als Musik Daniel X – Eine schwarze deutsche Geschichte | DE43 (4 Wo.)DE | — | — | Erstveröffentlichung: 2002 feat. Tone                                               |
| 2007 | Mom Song FFM                                                | DE63 (3 Wo.)DE | — | — | Erstveröffentlichung: 2007                                                          |
| Folgende Lieder erschienen nicht als Single, wurden aber durch das Album zum Download und Streaming bereitgestellt und konnten somit eine Platzierung erlangen: |                                                             | | | |                                                                                     |
| |                                                             | | | |                                                                                     |
| 2016 | Killa Palmen aus Plastik                                    | DE68 (1 Wo.)DE | — | — | Charteinstieg: 16. September 2016 Bonez MC & RAF Camora feat. D-Flame               |

Weitere Singles
- 2002: Heimatlos
- 2002: Stopp
- 2003: Kopf Hoch
- 2003: Du Kennst Mich Nicht
- 2006: Burnin’ Nonstop (feat. Wayne Marshall)
- 2008: It’s on (feat. Scola)
- 2008: Solution (feat. Scola)
- 2009: Immer noch
- 2010: Hallo
- 2014: Es geht mir gut
- 2014: Auf Der Flucht

Für Brothers Keepers und Asiatic Warriors siehe deren Artikel.